# Wilfried Lulei
Wilfried Lulei (* 7. September 1938 in Láryšov/Larischau bei Jägerndorf, Tschechoslowakei; † 28. September 2023 in Berlin) war ein deutscher Historiker und Vietnamist. Er war emeritierter Professor für Vietnamistik der Humboldt-Universität zu Berlin.

## Leben
Lulei wuchs als Bauernsohn in Pickau (Landkreis Jägerndorf) im Sudetenland und nach der Vertreibung der Deutschen aus der Tschechoslowakei in verschiedenen Orten des Bezirks Cottbus in der DDR auf. Nach dem Abitur 1956 studierte er an der Karl-Marx-Universität Leipzig Geschichte, Germanistik und Pädagogik, u. a. bei Ernst Engelberg und Walter Markov. Er hatte ab 1961 eine wissenschaftliche Aspirantur mit dem Schwerpunkt neuerer vietnamesischer Geschichte am Ostasiatischen Institut der Leipziger Universität und wirkte parallel als Sekretär des von Markov geleiteten Forschungszentrums für Geschichte der Nationalen Befreiungsbewegungen. Mit einer Dissertation über die Verdrängung der französischen Kolonialherren durch die amerikanischen Imperialisten aus Vietnam 1945 bis 1956, begutachtet von Markov und Johannes Schubert, promovierte Lulei am 25. Juni 1965 an der Leipziger Philosophischen Fakultät.
Mit einer Arbeit über Die nationalen Einheitsfrontorganisationen in Vietnam schloss er 1976 die Promotion B (entspricht einer Habilitation) an der Humboldt-Universität zu Berlin (HU) ab. Im selben Jahr wurde er Hochschuldozent in der Sektion Asienwissenschaften und 1980 ordentlicher Professor für Vietnamistik an der HU. Er war von 1986 bis 1994 Leiter des Bereichs Südostasien bzw. geschäftsführender Direktor des Südostasiatischen Instituts. Lulei trat 1998 in den Ruhestand.
Wilfried Lulei war jahrelang Vorstandsmitglied und stellvertretender Vorsitzender der Deutsch-Vietnamesischen Gesellschaft.

## Schriften (Auswahl)
- (mit Diethelm Weidemann, Renate Wünsche) Der Kampf des vietnamesischen Volkes für nationale Unabhängigkeit und Frieden (1945-1973), s. l. (Ost-Berlin): Nationalrat der nationalen Front der Deutschen Demokratischen Republik, 1973
- Ganz Vietnam auf dem Weg zum Sozialismus, Staatsverlag der Deutschen Demokratischen Republik, Ost-Berlin, 1978
- Die nationalen Einheitsfrontorganisationen in Vietnam. Historische Entwicklung und aktuelle Bedeutung, Ost-Berlin: Akademie-Verlag, 1979 OCLC 469433892
- Geschichte Vietnams. Von den Hung-Königen bis zur Gegenwart, Berlin: Regiospectra, 2018, ISBN 3-947729-03-0.